# Pere Pruna
Pere Pruna (Barcellona, 4 maggio 1904 – Barcellona, 7 gennaio 1977) è stato un pittore spagnolo.

## Biografia
Nato in una famiglia umile a Barcellona nel 1904, si trasferì a Parigi appena diciassettenne nel 1920 e qui Sebastià Junyer lo presentò a Pablo Picasso, di cui divenne il protégé pur avendo ricevuto una formazione accademica piuttosto limitata alla Escuela de Bellas Artes de la Lonja. Picasso era nel suo periodo neoclassico e questo stile avrebbe influenzato Pruna per il resto della sua carriera.
Fu proprio grazie a Picasso che il giovane catalano riuscì a introdursi nei circoli artistici e culturali della capitale francese, arrivando ad esporre con Apel·les Fenosa nel 1924 in una mostra alla galleria Percier curata da Max Jacob. Gli anni venti furono un periodo particolarmente proficuo per Pruna, che collaborò con i Balletti russi di Sergej Pavlovič Djagilev in veste di costumista e scenografo e che vinse il secondo premio della Carnegie Institution nel 1928.
Allo scoppio della Guerra civile spagnola si arruolò nell'esercito, schierandosi con Francisco Franco. Nel 1936 espose per la prima volta alla Biennale di Venezia, dove tornò due anni più tardi nel "Franco Pavillion" di Eugeni d'Ors.
Di ritorno a Barcellona, decorò la nuova Cappella del Santissimo nel Monastero di Sant'Anna e fu eletto membro della Reial Academia Catalana de Belles Arts de San Jordi. Nel 1965 fu insignito del Premio Ciudad de Barcelona e tre anni più tardi ricevette le chiavi della città. Morì settantatreenne nel 1977 e fu sepolto nel Cimitero di Montjuïc.